# (500195) 2012 GJ36
(500195) 2012 GJ36 es un asteroide perteneciente al cinturón de asteroides, descubierto el 22 de octubre de 2009 por el equipo del Mount Lemmon Survey desde el Observatorio del Monte Lemmon, Arizona, Estados Unidos.

## Designación y nombre
Designado provisionalmente como 2012 GJ36.

## Características orbitales
2012 GJ36 está situado a una distancia media del Sol de 2,654 ua, pudiendo alejarse hasta 3,015 ua y acercarse hasta 2,294 ua. Su excentricidad es 0,135 y la inclinación orbital 12,27 grados. Emplea 1580,08 días en completar una órbita alrededor del Sol.

## Características físicas
La magnitud absoluta de 2012 GJ36 es 16,8.